# Redavalle
Redavalle (Ridaval in dialetto oltrepadano) è un comune italiano di 987 abitanti della provincia di Pavia. Si trova nell'Oltrepò Pavese, ai piedi delle colline, allo sbocco di una breve vallata, sulla ex statale Padana Inferiore tra Broni e Casteggio.

## Geografia fisica
Il territorio comunale di Redavalle ha un'estensione di circa 5,47 km² ed è ubicato a sud est della provincia di Pavia, in Oltrepò. Esso è situato in parte in pianura ed in parte nella fascia di bassa collina, a un'altitudine compresa tra 66 e 226 metri sul livello del mare.
L'abitato del comune è distribuito lungo la Strada provinciale ex SS 10, con sviluppo lineare e saldatura al comune di Santa Giuletta. Inoltre è presente una piccola frazione, Casa Ramati, ubicata lungo la Strada provinciale 47, in prossimità del confine con Broni. Sul territorio sono presenti anche alcuni cascinali sparsi, in posizione isolata, a nord dell'autostrada Piacenza-Brescia.

## Storia
L'attuale Redavalle è l'erede di un centro più antico, San Martino in Strada. Nella zona esisteva un centro romano nominato negli antichi itineraria come Cameliomagus o Comillomagus (forme dovute alla scrittura trascurata di un probabile Camillomagus). Le distanze itinerarie converrebbero maggiormente a Broni: certo è che a Redavalle sono stati trovati numerosi reperti romani, il che dimostra l'origine romana di San Martino in Strada, corrisponda o no a Camillomagus. Come molti centri antichi sopravvissuti alle invasioni barbariche, ebbe una propria pieve, dipendente dalla diocesi di Piacenza, il cui nome (San Martino in Strada appunto) obliterò l'antica denominazione della località.
San Martino passò sotto il dominio pavese nel 1164, allorché era probabilmente una dipendenza di Broni; era comunque dotato di un castello, che fu incendiato dalle truppe dei confederati lombardi durante le guerre contro Federico I Barbarossa. San Martino in Strada, che si trovava un poco più a est di Redavalle, non si riebbe più dal disastro. Cominciò allora a prendere importanza Ridavalle (così chiamato nel 1250), situato al margine occidentale del comune di San Martino, che a poco a poco assorbì l'intera popolazione del vecchio centro. Attorno al 1560 anche la pieve di San Martino fu abbandonata e l'arciprete prese dimora presso l'oratorio di San Rocco a Redavalle (che prese il nome di San Rocco e San Martino).
Redavalle faceva parte del feudo di Broni, appartenuto dal XIII secolo ai Beccaria e dal 1536 alla fine del feudalesimo (1797) agli Arrigoni di Milano. Come abbiamo detto, Redavalle sorgeva a ridosso del confine occidentale del comune, tanto che parte dell'abitato sconfinava nell'adiacente comune di Santa Giuletta; tale anomalia fu regolata nel 1866 con la cessione a Redavalle di un tratto del territorio di Santa Giuletta (denominato frazione Rile).

### Simboli
Lo stemma è stato approvato dal consiglio comunale il 30 ottobre 1972 e concesso assieme  al gonfalone con DPR del 9 ottobre 1973.
Lo stemma ricorda l'incendio al castello del paese, operato nel 1175 dai Piacentini e dai Cremonesi, in lotta contro la città di Pavia, alleata di Federico Barbarossa.
Il castello si trovava sulla collina di fronte all'attuale chiesa, nel luogo denominato a tutt'oggi Castellaro
Il gonfalone è un drappo di bianco.

## Società

### Evoluzione demografica
Abitanti censiti

## Amministrazione

### Gemellaggi
- Vaux-en-Bugey

### Comunità montane
Fa parte della fascia bassa della Comunità Montana Oltrepò Pavese.